# Leptothorax itinerans
Leptothorax itinerans är en myrart som beskrevs av Kempf 1959. Leptothorax itinerans ingår i släktet smalmyror, och familjen myror. Inga underarter finns listade i Catalogue of Life.